# Акатово (Жуковський район)
Акатово (рос. Акатово) — присілок в Жуковському районі Калузької області Російської Федерації.
Населення становить 35 осіб. Входить до складу муніципального утворення Село Істя.

## Історія
Від 2004 року входить до складу муніципального утворення Село Істя

## Населення
| 2002 | 2010 |
| ---- | ---- |
| 10   | ↗35  |